# Miagrammopes auriventer
Miagrammopes auriventer es una especie de araña araneomorfa del género Miagrammopes, familia Uloboridae. Fue descrita científicamente por Schenkel en 1953.
Habita en Venezuela.